# エフエム琉球
エフエム琉球（エフエムりゅうきゅう、登記社名: FM琉球株式会社）は、沖縄県那覇市にある市内2番目のコミュニティ放送局。愛称はFMレキオ。

## 概要
2006年8月本放送開始。呼出名称は「エフエムレキオおもろまち」である。30代以上をターゲットにしている。
かつては本社（新都心スタジオ）のほか、2010年2月に牧志の那覇市ぶんかテンブス館内にサテライトスタジオを設置していた。のちにテンブススタジオは廃止され、現在は新都心スタジオのみからの放送になっている。なお、どちらのスタジオも映像配信（Stickam JAPAN!）が行われている。
24時間放送で、一部時間帯はFM21・ちゅらハートFM本部と同時放送。ホームページもFM21・ちゅらハートFM本部と共通デザインである。
2010年12月16日、SimulRadioに参加。インターネットでの聴取が可能となる。
2018年1月、FMレキオ公式アプリが登場した。

## 主な番組
- にこにこ情報BOX
- カリーオブライフ
- いきいきタイム
- 克江の火曜日のミミグスイ
- ホッと安心沖縄ガス
- なべちゃんのレキオでダイエット
- まーてる先生の目からウロコ沖縄健康大学
- たそがれ歌のプレゼント
- よしもとレキオ大きな祭
- 裕次郎の部屋
- ホッと一息やすらぎをあなたに
- ともラジ
- 社長のナカユクイ
- うがちゃん玉手箱